# Chungsuk av Goryeo
Chungsuk av Goryeo, född 1294, död 1339, var en koreansk monark. Han var kung av Korea 1313–1330 och 1332–1339. 